# Verlag J.H.W. Dietz Nachf. Bonn
Der Verlag J.H.W. Dietz Nachf. Bonn ist ein Fachverlag in Bonn. Das Verlagsprogramm umfasst sozialhistorische und politikwissenschaftliche Titel. Der Verlag steht politisch und juristisch in der Tradition des 1881 von Johann Heinrich Wilhelm Dietz in Stuttgart gegründeten Verlags J.H.W. Dietz. 

## Entstehungsgeschichte

Beispiel aus der Frühgeschichte: Schrift von August Bebel von 1898, 80 Seiten Umfang

Am 31. Dezember 1881 gründete der sozialdemokratische Reichstagsabgeordnete Johann Heinrich Wilhelm Dietz in Stuttgart den Verlag J.H.W. Dietz. Er leitete seit 1875 die sozialdemokratische „Genossenschafts-Druckerei“ in Hamburg. Mit dem Sozialistengesetz wurde die Verbreitung sozialdemokratischer Druckschriften mit hohen Strafen bedroht, dennoch wurde 1879 im Verlag in Hamburg die erste Nummer der illustrierten humoristisch-satirischen Zeitschrift Der Wahre Jacob herausgegeben. Nach nur zehn Nummern musste das Erscheinen eingestellt werden, weil die Zensurbehörde zuschlug. Dietz, gelernter Buchdrucker, wurde im selben Jahre während des Sozialistengesetzes aus Hamburg ausgewiesen. Im liberaleren Stuttgart übernahm er die Reste der sozialdemokratischen Leipziger Buchdruckerei, die in Sachsen aus politischen Gründen nicht mehr aktiv sein konnte. Dietz führte Verlag und Druckerei als Privatunternehmer. Mit diesem Treuhändermodell suchte sich die Sozialdemokratie vor staatlicher Repression zu schützen.
In den folgenden Jahren baute Dietz den Verlag zu einem führenden Unternehmen der deutschen Arbeiterbewegung aus, das mit seinen Verlagsprodukten weit über die nationalen Grenzen ausstrahlte. Es waren vor allem die Theoriezeitschrift Die Neue Zeit und die renommierten Reihen Internationale Bibliothek und Kleine Bibliothek, die Dietz’ Ruf als großen Verleger begründeten.
Bereits Ende der 1890er Jahre firmierte der Verlag als J. H. W. Dietz Nachf. (G. m. b. H.). Auch als 1906 die SPD den Verlag juristisch als parteieigenes Unternehmen übernahm, blieb der dominierende Einfluss des Firmengründers auf die Wahl der Autoren und das Verlagsprogramm noch lange ungebrochen.
Dietz, der innerparteilich zum revisionistischen Flügel neigte, hielt den Verlag für alle innerparteilichen Strömungen offen, wenngleich orthodoxe marxistische Stimmen dominierten. Diese Ausrichtung war vor allem Karl Kautsky geschuldet, der vor dem Ersten Weltkrieg jahrelang Die Neue Zeit redigierte und auch die Funktion eines Verlagslektors innehatte.
Von 1882 bis 1933 veröffentlichte der Verlag ca. 1200 Titel. Etwa die Hälfte der Titel fiel in die Ära des Verlagsgründers. In der Frühzeit publizierte der Verlag alle wichtigen Theoretiker des Sozialismus: Friedrich Engels, Karl Marx, August Bebel, Eduard Bernstein, Franz Mehring etc. Während der Weimarer Republik diversifizierte sich das Verlagsspektrum erheblich.

## Verlagsprogramm nach Dietz’ Tod
Nach Dietz’ Tod am 28. August 1922 geriet der Verlag in ökonomische Schwierigkeiten, die sich durch die rasante Geldentwertung verschärften. Die Stuttgarter Druckerei musste verkauft werden, der Verlag zog nach Berlin um und fusionierte dort mit dem zweiten großen sozialdemokratischen Parteiverlag, dem „Verlag der Buchhandlung Vorwärts“ (nicht zu verwechseln mit der Vorwärts-Druckerei). Der „Verlag der Buchhandlung Vorwärts“ publizierte von 1890 bis 1921 (zählt man alle Ausgaben und Auflagen zusammen) über 1300 Titel und war auf Broschürenliteratur spezialisiert. Allerdings erschien in diesem Verlag 1913 auch Rosa Luxemburgs zentrales Werk Die Akkumulation des Kapitals. Ein Beitrag zur ökonomischen Erklärung des Imperialismus. Alle Verlagsrechte der Buchhandlung Vorwärts gingen auf den Dietz-Verlag über.

## Arbeiterkultur
Nach Überwindung der Inflation änderte der Verlag radikal sein Erscheinungsbild. Neue Autoren konnten gewonnen werden, der Kontakt zu jungen Buchkünstlern wurde intensiviert. Das Verlagsprogramm spiegelte neue kulturelle soziale Bewegungen der Weimarer Republik wider. Die publizistische Neuorientierung war eng mit dem Namen Paul Kampffmeyer verknüpft. Kampffmeyer leitete ab 1921 das Parteiarchiv der SPD und übernahm nach Dietz’ Tod die Rolle des zentralen Lektors innerhalb des Verlages. Kampffmeyer hatte sich 1890 der Oppositionsbewegung „Die Jungen“ in der SPD angeschlossen. Den Weg dieser Gruppe in den Anarchismus machte er allerdings nicht mit und schloss sich erneut der SPD an. Als gutbürgerliches Mitglied des „Friedrichshagener Dichterkreises“ und aktiver Unterstützer der Gartenstadtbewegung hatte der ehemalige Parteioppositionelle eine atypische politische Sozialisation durchlaufen. Kampffmeyer selbst gehörte zu den produktivsten Autoren im Dietz-Verlag und gehörte zu den frühen Warnern vor der faschistischen Gefahr (Der Fascismus in Deutschland, 1923). Der neue Lektor ging darüber hinaus eine enge Symbiose mit jungen expressionistischen Künstlern ein, die mit Buchumschlägen und Buchillustrationen dem Verlag ein neues Gesicht gaben.

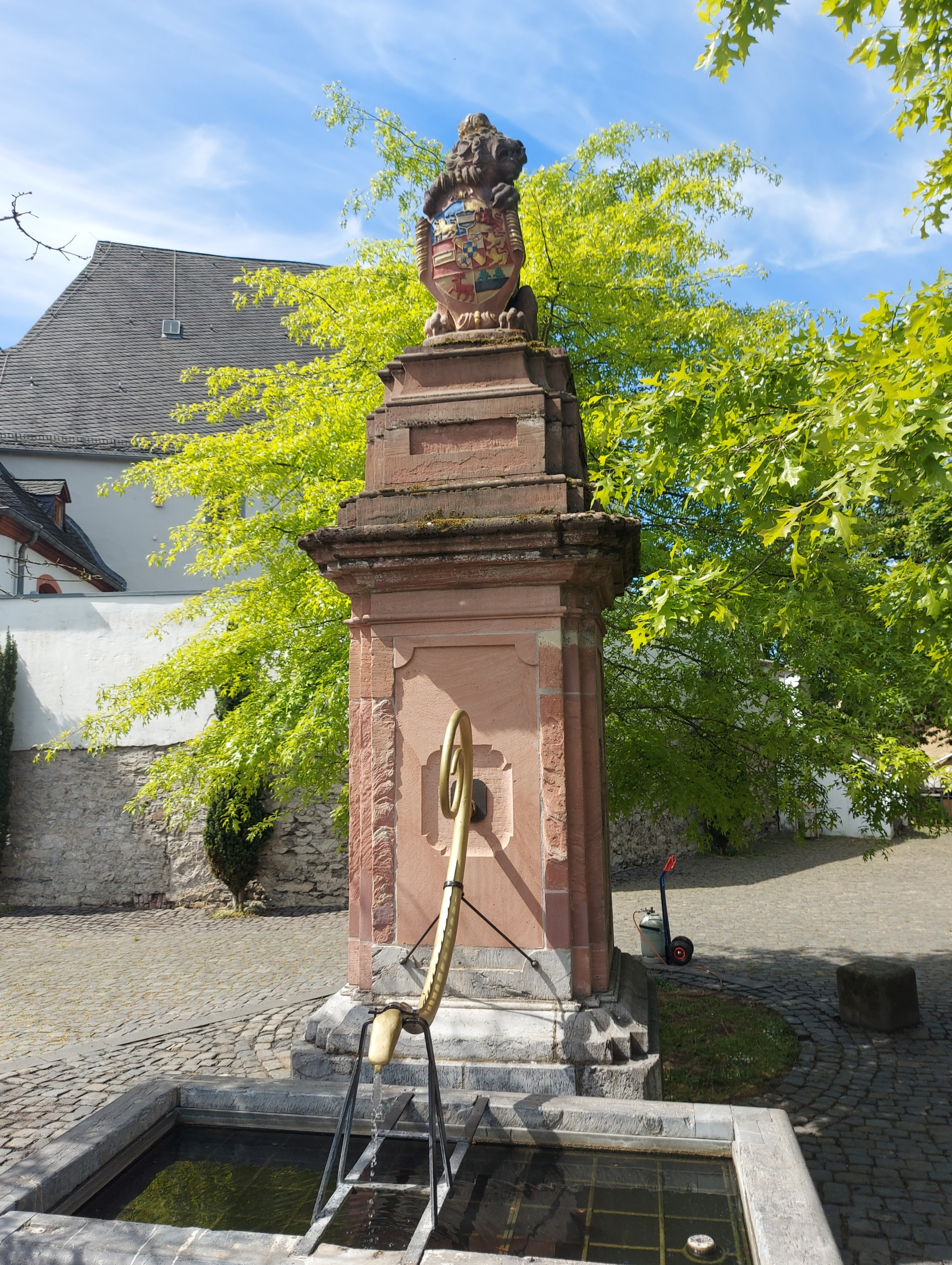
Der Wasserspeier am Friso-Brunnen vor dem Grafenschloss Diez ist eine sich aufrollende Schlange. Sie ist das Vorbild für das Verlagslogo.

Als typisch für den neuen „Verlagsgeist“ kann die Kooperation mit dem Graphiker Hans Windisch angesehen werden. Windisch hatte den dreifarbig bedruckten Leineneinband für Friedrich Wendels Standardwerk Das 19. Jahrhundert in der Karikatur entworfen, das graphisch neue Akzente setzte. Der Graphiker schuf 1924 das Verlagssignet mit der Schlange, das künftig einprägsam für die Verlagsprodukte des Dietz-Verlages stand. Die Wasser speiende Schlange bildet mit ihrem Körper den Buchstaben D. Die Inspiration kommt von dem Johann-Friso-Brunnen in der Stadt Diez an der Lahn; der Wasserspeier am Brunnen ist genau diese sich halb aufrollende Schlange.
Weiterhin standen Wanderbücher, Reisebücher, Jugend- und Kinderbücher für die neue Verlagsausrichtung, die an neue Masseninteressen im Alltag (Sport, Erziehung, Freizeit etc.) anknüpften. Hilde Krügers kubistische Bilderbücher im Dietz-Verlag (Der Widiwondelwald und Der Wünschebold) beeinflussten mehrere Generationen von Kinderbuchgestaltern.
Während der Weimarer Republik übernahm der sozialdemokratische Dietz-Verlag die Verlagsprodukte (und die Verlagsrechte) diverser kleiner Verlage. Hierzu zählte vor allem die Verlagsgenossenschaft Freiheit, die bis 1922 Literatur für die Unabhängige Sozialdemokratische Partei Deutschlands (USPD) verlegte. In der Verlagsgenossenschaft publizierten Autoren wie Georg Engelbert Graf, Hans Hackmack, Karl Kautsky, Karl Korsch und Ernst Toller. Zu den bedeutenden Zuwächsen muss auch das Werk des Lyrikers Karl Henckell gezählt werden, das 1924 vom Verlag J.M. Müller übernommen wurde.
Trotz aller Nähe zur Kulturbewegung: Der Dietz-Verlag blieb auch in der Weimarer Republik ein politischer Verlag im engen Umfeld der deutschen Sozialdemokratie. Für diese Ausrichtung standen die ab 1924 erscheinende Theoriezeitschrift Die Gesellschaft. Internationale Revue für Sozialismus und Politik, die von dem marxistischen Wirtschaftstheoretiker und späteren SPD-Finanzminister Rudolf Hilferding redigiert wurde, sowie die Zeitschrift für kommunalpolitische Praktiker Die Gemeinde. Halbmonatsschrift für sozialistische Arbeit in Stadt und Land (1924–1933).

## Der Verlag J.H.W. Dietz Nachf. im antinationalsozialistischen Abwehrkampf
Eine besondere Rolle spielte der Dietz-Verlag im Abwehrkampf gegen die nationalsozialistische Gefahr. Dieser Abwehrkampf wurde mit Hilfe von Karikaturen, Symbolen und Texten geführt. Als Medium dienten die Satirezeitschrift Der Wahre Jacob, die Illustrierte republikanische Zeitung und illustrativ gestaltete Massenbroschüren in hoher Auflage.
Führender Kopf im Kampf gegen die Nazis war Friedrich Wendel, wie Paul Kampffmeyer ehedem dissidenter Sozialist, der seit 1924 als Redakteur am Satireblatt des Verlages Lachen Links und Der Wahre Jacob mitarbeitete. Von Wendel selbst stammte 1932 eine kurzgefasste Analyse von Hitlers Mein Kampf unter dem Titel Hitler gegen die Lebensinteressen Deutschlands. Der beabsichtigte Krieg gegen Frankreich, Russland und die Randstaaten.
Zu den Künstlern, mit denen Wendel im Kampf gegen die NSDAP zusammenarbeitete gehörten Karl Holtz (1889–1978), Willibald Krain (1866–1945), Jacobus Belsen (1870–1937) und Willi Steinert (geb. 1886). Die antifaschistischen Broschüren verbreitete der Verlag in hoher Auflage. Wilhelm Hoegners Der Volksbetrug der Nationalsozialisten erreichte eine Auflage von 90.000 Exemplaren. Von der Schrift Kampf dem Hakenkreuz des Reichstagsabgeordneten Carlo Mierendorff (unter dem Pseudonym Adolf Schlucks) wurden 70.000 Exemplaren verbreitet.

## Verbot und Unterdrückung während der Zeit des Nationalsozialismus
1933 konnte der Verlag noch neun Titel produzieren, ehe er politisch unterdrückt wurde. Am 10. Mai 1933 wurde das gesamte Vermögen der Sozialdemokratischen Partei Deutschlands beschlagnahmt, die Partei selbst wurde am 22. Juni 1933 als volks- und staatsfeindlich verboten. Nach dem Verbot der SPD nutzten die Nationalsozialisten die Konzentration AG, die Holdinggesellschaft sämtlicher Wirtschaftsunternehmen der SPD, für ihre Zwecke aus. Auf Grund des „Gesetzes zur Einziehung volks- und staatsfeindlicher Unternehmungen“ diente die Konzentration AG als Sammelbecken für das eingezogene sozialdemokratische Betriebskapital, das durchweg liquidiert wurde. Die Firma J.H.W. Dietz Nachf. wurde bereits am 28. August 1934 wegen Vermögenslosigkeit aus dem Handelsregister gelöscht.

## Neugründung nach 1945

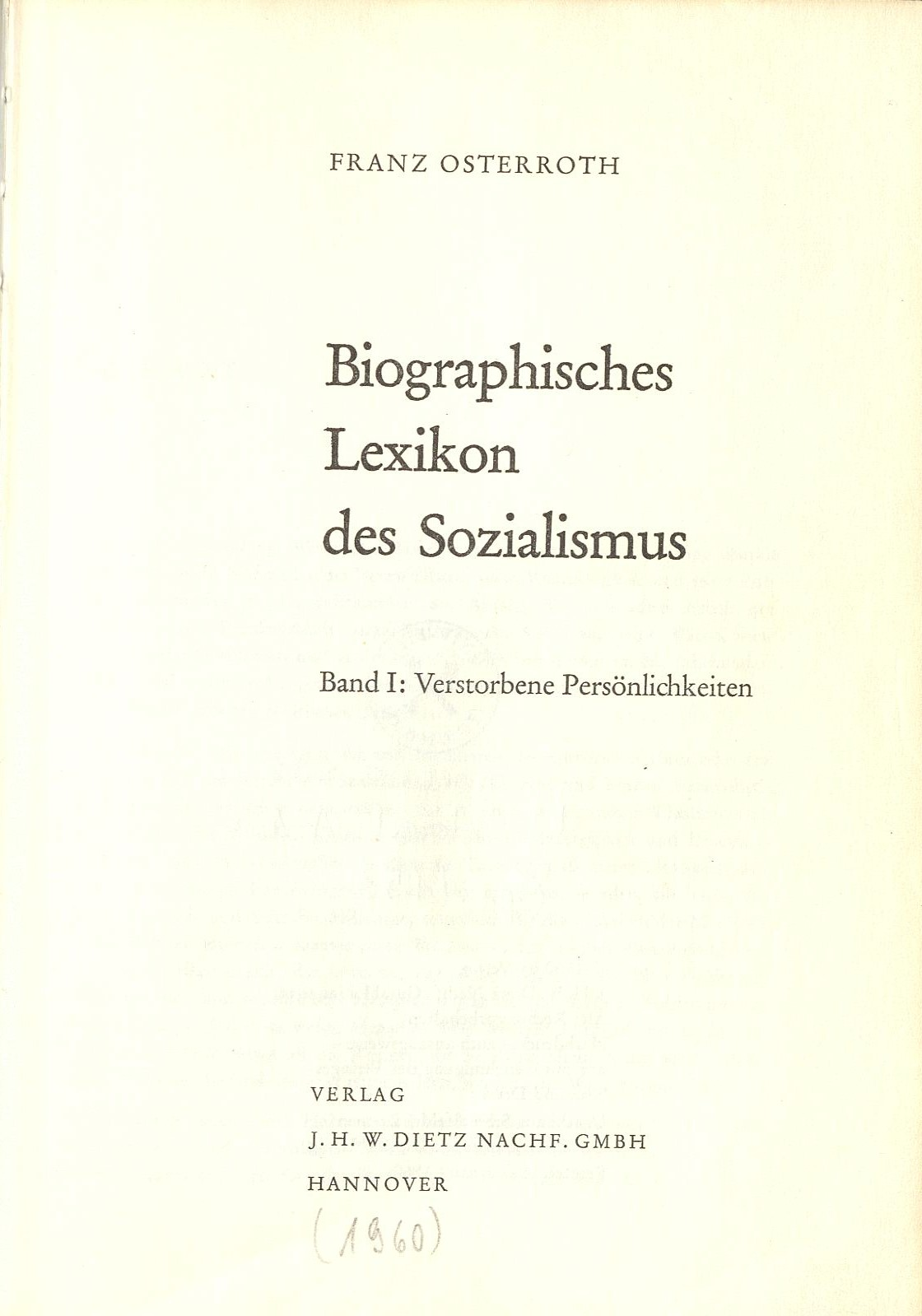
Franz Osterroth: Biographisches Lexikon des Sozialismus, 1960

Die Neugründung des Verlages nach 1945 geriet massiv in den Ost-West-Systemkonflikt. In der sowjetischen Besatzungszone gründete die SED den Verlag J.H.W. Dietz Nachf. notariell neu. Eine handelsgerichtliche Eintragung lehnte im Dezember 1946 das Amtsgericht Berlin mit Hinweis auf das GmbH-Gesetz ab (keine Person mit dem Namen J.H.W. Dietz unter den Gründern). Problemlos akzeptierte das Amtsgericht Berlin im April 1948 die Gründung der Dietz Verlag GmbH, Berlin. Als Namensgeber fungierte der Geschäftsführer des Greifenverlages Karl Dietz in Rudolstadt. Eine Übernahme alter Verlagsrechte war mit der Neugründung nicht verbunden.
Beim Parteivorstand der SPD in den westlichen Besatzungszonen in Hannover ging man von der politischen Auffassung aus, dass eine Verlagsneugründung nicht in Frage komme, da nach Beseitigung des nationalsozialistischen Unrechtsstaates der Verlag weiter bestehe. Zunächst erhielt August Albrecht (1890–1982), der in der Weimarer Republik den Arbeiterjugend-Verlag geleitet hatte, den Auftrag, den Verlag wieder zu etablieren. Albrecht gelang es nicht, die Löschung aus dem Handelsregister rückgängig zu machen und die Firma neu einzutragen. Er scheiterte daran, die vom Handelsregister angeforderten Unterlagen zur Rekonstruktion der durch Kriegseinwirkung nicht mehr vorhandenen Handelsregisterakten zu beschaffen. Wichtige Termine wurden überschritten.
Der Parteivorstand der SPD, der einen rechtlich einwandfrei abgesicherten Verlag benötigte, gründete 1950 den „Neuen Vorwärts-Verlag“ als sozialdemokratischen Zentralverlag.
Gleichzeitig mit der Gründung eines neuen Zentralverlages wurde Gustav Schmidt-Küster (1902–1988) mit der Aufgabe vom Parteivorstand betraut, die Eintragung des Verlages J.H.W. Dietz Nachf. ins Handelsregister voranzutreiben und die alten Verlagsrechte zu sichern. Schmidt-Küster, ehemaliger Leiter der Volksbuchhandlung Pfannkuch Co. in Magdeburg, fungierte seit 1947 in Hannover als Verlagsdirektor der SPD-nahen Hannoverschen Presse. In seiner Eigenschaft als Geschäftsführer, Gesellschafter und Mitglied des Aufsichtsrates baute Schmidt-Küster unter dem Dach der Konzentration GmbH eine Unternehmensgruppe auf, der 1966 insgesamt 20 Tochtergesellschaften (Druckereien und verwandte Unternehmen), drei Buchverlage, eine Buchvertriebsfirma und 24 Buchhandlungen in Deutschland angehörten.
1952 startete die „Verlagsbuchhandlung J.H.W. Dietz Nachf. Schmidt-Küster GmbH“, Hannover, mit dem Druck der Dissertation des Soziologen Ralf Dahrendorf Marx in Perspektive. Die Idee des Gerechten im Denken von Karl Marx. Die Etablierung der „Verlagsbuchhandlung“ hatte keinerlei juristische Konsequenzen für die Wiedergewinnung alten Verlagsrechte. Als Lektor des neuen Unternehmens fungierte zeitweise der letzte Chefredakteur des Vorwärts Friedrich Stampfer.
1953 erlaubte das Amtsgericht in Berlin die Eintragung eines Verlages „nach J.H.W. Dietz Nachf“. 1957 wurde die Entziehung der alten Verlagsrechte rückgängig gemacht; zwei Jahre später erhielt der Verlag eine Entschädigung für begangenes nationalsozialistisches Unrecht. Die Eintragung ins Berliner Handelsregister als „werbender Verlag“ erfolgte im Mai 1961. Mit Hilfe der Entschädigungsgelder entfaltete der Verlag J.H. W. Dietz Nachf. in Hannover neue Aktivitäten. Es erschienen zahlreiche Standardwerke wie das Biographische Lexikon des Sozialismus von Franz Osterroth und die dreibändige Arbeit Geschichte der Internationale von Julius Braunthal. Gleichwohl gelang es Schmidt-Küster nicht, prominente Sozialdemokraten als Autoren zu gewinnen. Mit der ungezählten Serie Sozialdemokratische Klassiker in Neudrucken gab der Verlag – meist von prominenten Wissenschaftlern eingeleitet – wichtige Titel aus der Backlist heraus, um alte Rechtsansprüche zu dokumentieren.
Von 1959 bis 1973 publizierte der hannoversche Dietz-Verlag über 80 Titel. Im Spektrum der übrigen Verlage der Verlagsgruppe (Fackelträger-Verlag und Verlag für Literatur und Zeitgeschehen) deckte der Traditionsverlag das Segment Theorie und Praxis des demokratischen Sozialismus ab.
Ende der sechziger Jahre war die Hannoversche Presse aus ökonomischen Gründen gezwungen, eine schrittweise Kooperation mit der „bürgerlichen“ Hannoverschen Allgemeine einzugehen. Schmidt-Küster zog sich aus der Leitung seiner Unternehmensgruppe zurück. Im März 1971 gab der 69-jährige Schmidt-Küster die Leitung seiner drei Buchverlage ab.

## Verlegung des Verlagssitzes nach Bonn
Im November 1973 kaufte der Verlag Neue Gesellschaft GmbH Bonn, der sich im Besitz der Friedrich-Ebert-Stiftung befand, den Verlag J.H.W. Dietz Nachf. Der Verlag Neue Gesellschaft wurde im Jahr 1954 als Tochtergesellschaft der „Presse Druck GmbH Bielefeld“ gegründet und diente primär dem Ziel, die sozialdemokratische Theoriezeitschrift Die Neue Gesellschaft zu publizieren. Die Friedrich-Ebert-Stiftung übernahm den ehemaligen Bielefelder Verlag im Dezember 1968. Seit dieser Zeit verlegte das Unternehmen unter anderem die Schriftenreihe des Forschungsinstituts der Friedrich-Ebert-Stiftung, die entwicklungspolitische Zeitschrift Vierteljahresberichte, das historische Jahrbuch Archiv für Sozialgeschichte sowie die ungezählte Serie Die DDR, Realitäten, Argumente, die für die politische Bildungsarbeit eingesetzt wurde.
Beide Verlage – J.H.W. Dietz Nachf. und Neue Gesellschaft – arbeiteten seit Herbst 1973 in einer Bürogemeinschaft zusammen. Der neue Lektor Georg Lührs belebte die 1923 abgebrochene Serie Internationale Bibliothek neu und setzte Akzente innerhalb der Theoriediskussion der Sozialdemokratie. Vor allem gab er Anhängern des Kritischen Rationalismus eine publizistische Plattform.
Ab 1977 wurden die Reprints zur Sozialgeschichte ins Verlagsprogramm aufgenommen, wobei der Herausgeber Dieter Dowe in der Regel auf alte Verlagstitel aus der Zeit vor 1933 zurückgriff. Im gleichen Jahr übernahm der Verl. J.H.W. Dietz Nachf. die Socialistica des internationalen Reprint-Verlages Auvermann.
Von 1978 bis 2000 leitete Heiner Lindner den Verlag (ab 1984 auch als Geschäftsführer). Lindner betonte die politische Unabhängigkeit des Verlages. Seit den 1980er Jahren spiegelte das Verlagsprogramm wichtige Themen der Politik und die Theorie und Praxis unterschiedlicher sozialer Bewegungen. Einen besonderen Schwerpunkt bildeten Untersuchungen zur wirtschaftlichen und sozialen Lage in den Entwicklungsländern sowie historische und aktuelle Fragen der Frauenbewegung. Jugendkultur, Energieversorgung ohne Atomkraft, Rechtsradikalismus, Probleme der Integration ausländischer Arbeitnehmer und Studien zum Umbruch in der DDR waren weitere zentrale Themen des Verlages. Das traditionelle Themenfeld Geschichte der Arbeiterbewegung erweiterte der Verlag mit zahlreichen Biographien.

## Fusion mit dem Verlag Neue Gesellschaft
Zu einer Zusammenlegung des Verlages J.H.W. Dietz Nachf. und des Verlages Neue Gesellschaft kam es 1988 aus pragmatischen und ökonomischen Gründen. Der Dietz-Verlag konnte nach der Fusion über 500 Titel des Verlages Neue Gesellschaft in sein Verlags-Portfolio übernehmen, dazu noch knapp 100 Titel, deren Rechte der Bonner Verlag in den frühen 1970er Jahren vom Verlag für Literatur und Zeitgeschehen übernommen hatte. Durch die Verlagsfusion erhielt das Verlagsprogramm ein neues Gesicht, da er mehrere neue Zeitschriften übernahm. Für die Neuausrichtung steht vor allem die Zeitschrift Neue Gesellschaft/Frankfurter Hefte. Seit 1982 leitete der Chefredakteur Peter Glotz die SPD-nahe Theoriezeitschrift Neue Gesellschaft. Unter seiner Ägide verschmolz das Blatt 1985 mit der 1946 gegründeten linkskatholischen Zeitschrift Frankfurter Hefte zu einem breitgefächerten Diskussionsorgan der sozialen Demokratie.

## Abgrenzung gegenüber dem „Dietz Verlag GmbH“ Berlin
Die beiden Verlage „J.H.W. Dietz Nachf. GmbH“, Bonn und „Dietz Verlag GmbH“, Berlin waren sich in den Jahren der Teilung aufgrund verschiedener politischer Zielsetzung wenig in die Quere gekommen. Dies änderte sich nach der Wiedervereinigung. Verlagsverwechselungen waren an der Tagesordnung. Gütliche Vereinbarungen scheiterten. Der Bonner Verlag erhob deshalb Klage mit dem Ziel, den Dietz Verlag GmbH, Berlin, zu zwingen, seinen Verlagsnamen nur mit einem die Verwechslung ausschließenden Zusatz zu gebrauchen. In einem gerichtlichen Vergleich im Januar 1998 verpflichtete sich der Dietz-Verlag in Berlin, die Firmierung in Karl Dietz Verlag Berlin GmbH zu ändern, also den Vornamen des offiziellen Namensgebers hinzuzufügen.

## Verlegerische Neuausrichtung
Im Jahr 2000 verließ der langjährige Verlagschef Heiner Lindner das Unternehmen. Unter seinem Nachfolger Gerhard Fischer wurde das Verlagsprogramm aus ökonomischen Gründen zeitweise reduziert. Die Serie Dietz-Taschenbuch fiel diesen Einsparungen zum Opfer. Einen großen Prestigegewinn errang der Verlag, als er die Ausschreibung der Berliner Bundeskanzler-Willy-Brandt-Stiftung gewann, die zehnbändige Willy-Brandt-Gesamtausgabe („Berliner Ausgabe“) von 2000 bis 2009 zu verlegen. Die Gesamtausgabe wird künftig durch Spezialstudien („Willy-Brandt-Studien“) ergänzt.
Seit 2007 betreut der Verlag die Quellenedition Quellen zur Geschichte der deutschen Gewerkschaftsbewegung im 20. Jahrhundert, die unter anderen von der Deutschen Forschungsgemeinschaft gefördert wird. Neuland betrat der Verlag mit dem von Peter Brandt (und anderen) herausgegebenen Handbuch der europäischen Verfassungsgeschichte im 19. Jahrhundert mit begleitenden Quelleneditionen. Editionen, wissenschaftliche Zeitschriften und das politische Buch bestimmen heute das Verlagsprofil. Der Verlag betont seine parteipolitische Unabhängigkeit.
Ende 2006 feierte der Verlag seinen 125. Geburtstag. Er gehört damit zu den ältesten Fachverlagen in Deutschland. Die Verlagsbibliographie Empor zum Licht verzeichnet über 2000 Titel, die seit 1881 verlegt wurden; dazu kommen noch knapp 1000 Titel, deren Rechte der Dietz-Verlag zusätzlich erworben hat.
Der Verlag ist Mitglied im Börsenverein des Deutschen Buchhandels.